# Remo

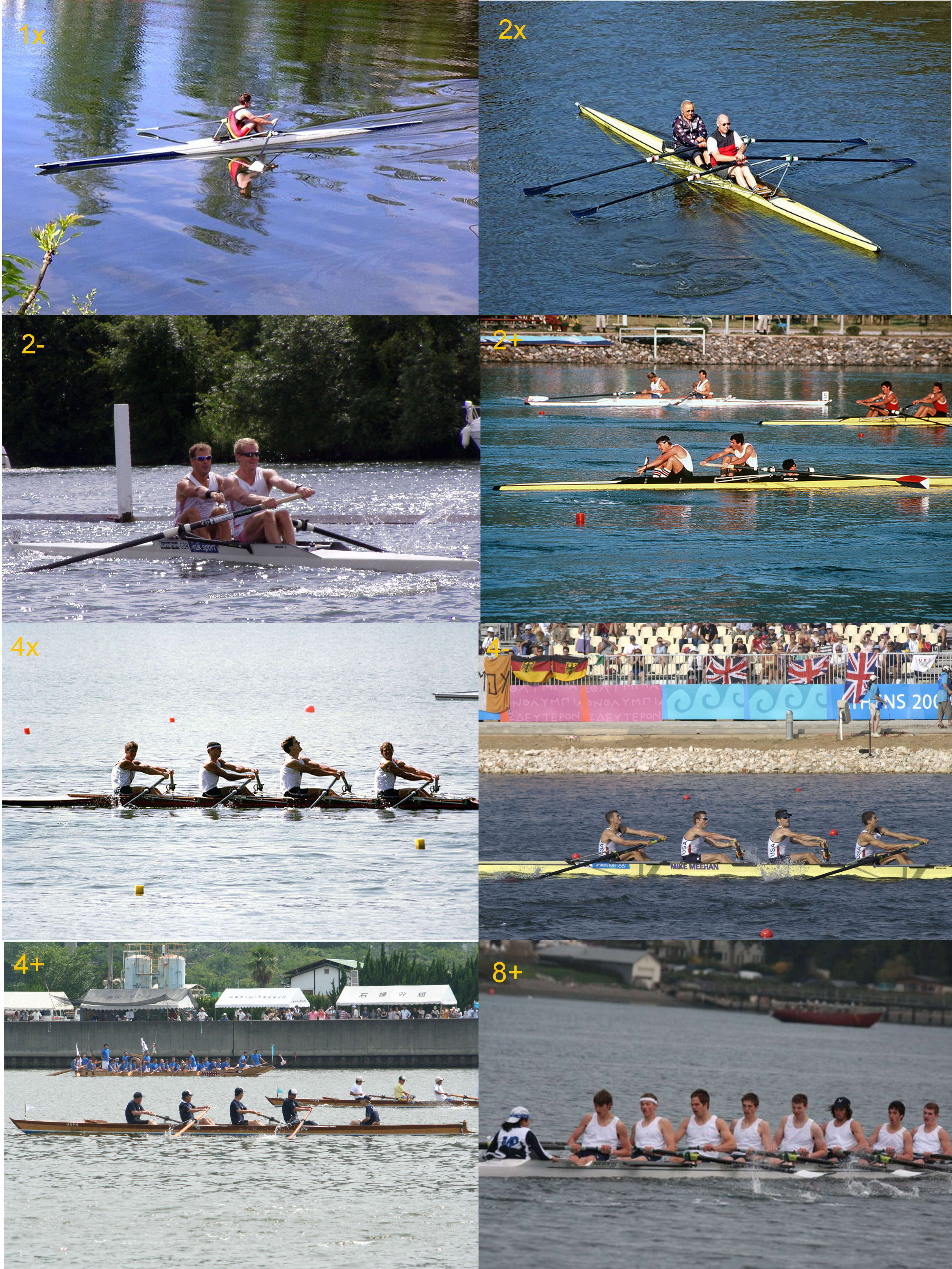
Remadores nas Olimpíadas.

Remo é um desporto de velocidade, praticado em embarcações estreitas, nas quais os atletas se sentam sobre barcos  móveis, de costas voltadas para a proa, usando os braços, tronco e pernas para mover o barco o mais depressa possível, em geral em lagoas, rios, enseadas ou pistas construídas especialmente para a prática da modalidade, mas por vezes também no mar. 
Pode ser praticado em diferentes categorias, desde barcos para uma pessoa, duas, quatro ou oito. Cada remador pode conduzir o barco utilizando um ou dois remos dependendo do tipo de barco,ou controlar o leme por via de cabos ligados às sapatilhas(nome dado ao sítio onde o remador prende os pés). Alguns barcos ainda podem ter incluída a presença de um timoneiro responsável por dar o ritmo da remada aos atletas. 
O remo é um desporto muito completo, quer do ponto de vista dos atletas envolvidos (todos os grandes grupos musculares), quer do ponto de vista da demanda fisiológica que supõe. Na verdade, trata-se de um desporto de resistência-força (aquilo a que os anglo-saxónicos chamam de "power-endurance sport"), ou seja, um desporto que exige níveis muito elevados de força muscular e de resistência à fadiga. Assim, os remadores são, usualmente, muito fortes e bem musculados (ver foto) e possuem uma muito elevada capacidade aeróbica, para poderem oxigenar a grande quantidade de massa muscular utilizada no seu desporto. A combinação destas duas características confere-lhes uma capacidade física singular.
Este desporto tende a selecionar os atletas mais altos e com membros mais longos, porque estes conseguem mais facilmente obter um padrão de exercício de força mais continuado e prolongado na água (remada mais ampla). Assim, é raro encontrar, por exemplo nas finais olímpicas, remadores com menos de 1,90 m de altura, havendo mesmo muitos com mais de 2,00 m. Dada esta característica do desporto, criou-se a categoria "peso leve", para possibilitar a prática competitiva do remo a homens e mulheres mais próximos da média da população.

## Tipos de barcos

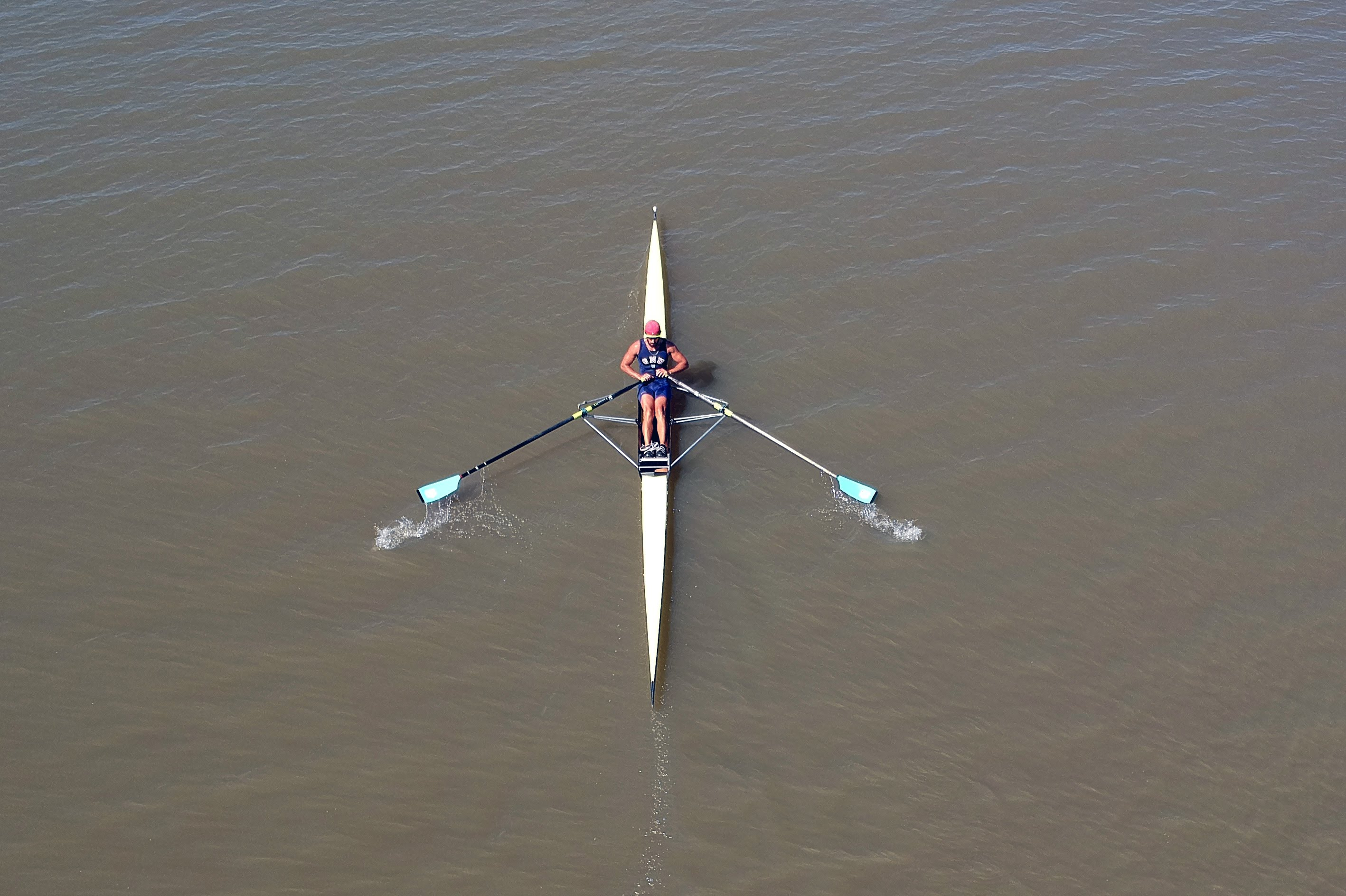
Atleta treinando em um barco single skiff (1x) no lago Guaíba, em Porto Alegre.

Os barcos a remo são divididos em duas categorias:
- Parelhos (ou palamenta dupla), em que cada remador utiliza dois remos curtos.
- Pontas (ou palamenta simples), em que cada remador utiliza um remo longo.

Barcos Parelhos ou Palamenta dupla: 
- Single scull - ou Single Skiff (1X): Peso=14 kg, Comprimento=8,20 m, 1 remador.
- Double scull (2X): Peso=27 kg, Comprimento=10,40 m, dois remadores (Proa e Voga).
- Quadri scull ou Four scull (4X) : Peso=52 kg, Comprimento=13,40 m, quatro remadores (Proa, Sota-Proa, Sota-Voga e Voga).

Barcos Pontas ou Palamenta simples:
- Dois sem Timoneiro (2-): Peso=27 kg, Comprimento=10,40 m, dois remadores (Proa e Voga).
- Dois com Timoneiro (2+): Peso=32 kg, Comprimento=10,40 m, dois remadores e timoneiro (Proa e Voga).
- Quatro sem Timoneiro (4-): Peso=50 kg, Comprimento=13,40 m, quatro remadores (Proa, Sota-Proa, Sota-Voga e Voga).
- Quatro com Timoneiro (4+): Peso=51 kg, Comprimento=13,70 m, quatro remadores e timoneiro (Proa, Sota-Proa, Sota-Voga e Voga).
- Oito com timoneiro (8+): Peso=96 kg, Comprimento=19,90 m, oito remadores e timoneiro (Proa, Sota-Proa, Contra-Proa, 1º Centro, 2º Centro, Contra-Voga, Sota-Voga, Voga).

## Atletas

### Os atletas de barcos de pontas
- Proa: Atleta mais próximo da proa do barco, responsável pelo equilíbrio. Geralmente controla o rumo em embarcações sem timoneiro, em conferência com a equipa e em especial o voga, que nestes casos levará o leme na sapatilha.
- Sota-proa: Aquele que está imediatamente antes do proa.
- Contra-proa: Imediatamente antes do sota-proa;
- 1º centro (meia-nau): Aquele que está imediatamente antes do sota-proa. Junto com o 2° centro são os mais fortes do barco.
- 2º centro (meia-nau): Aquele que está imediatamente antes do 1º Centro.
- Contra-voga: Imediatamente antes do 2º centro.
- Sota-voga: Aquele que está imediatamente atrás do Voga, responsável pela voga do outro bordo.
- Voga: Aquele que dá o ritmo ao barco, o que não tem ninguém à sua frente, excepto por vezes o timoneiro que, dependendo da embarcação, pode ter o leme em embarcações sem timoneiro, por ver melhor se está na reta da pista ou não.
- Timoneiro: O que comanda o barco e controla o leme.

### Os atletas de barcos de parelhos
- Proa: Aquele que esta na proa do barco, maior responsável pelo equilíbrio. São normalmente os mais pequenos do barco
- Sota-proa (meia-nau): Aquele que esta imediatamente à frente da proa, cuja principal "tarefa" é fazer força, logo em geral são pessoas muito fortes (se for um 2x, este é o voga)
- Sota voga (meia-nau): Aquele que esta imediatamente à frente do sota-proa, ajudando o voga a manter o ritmo e a controlar o ritmo da remada.
- Voga: Aquele que dá o ritmo da remada. não tem ninguém à sua frente.
- Timoneiro: barcos de parelhos geralmente não têm timoneiro. O leme vai geralmente no pé ou do voga ou da proa.

## Terminologia

### Lados do barco
- Bombordo: O lado direito do barco (para os remadores).
- Boreste: O lado esquerdo do barco (para os remadores).
- Proa: Para onde o barco se desloca.
- Popa ou ré: De onde o barco vem ou vai.Prática do desporto a pares.

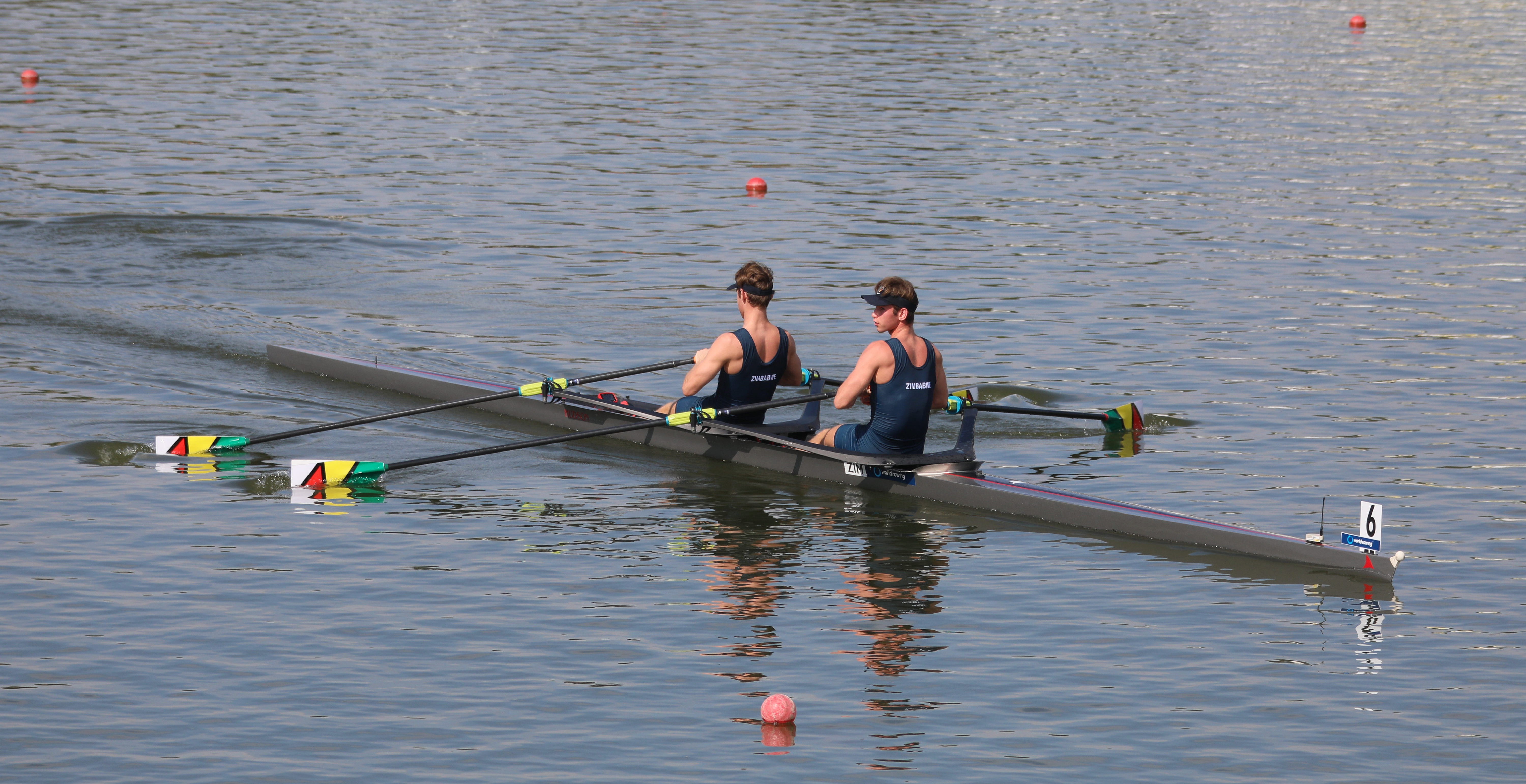
Prática do desporto a pares.

### Componentes principais dos barcos
- Leme (Em barcos 2-, 4-, 4+, 4x e 8+)
- Cremalheira
- Forqueta (onde o remo se apoia)
- Pinguel
- Braçadeira
- Trilho
- Calhas
- Finca pés, onde os pés ficam apoiados
- Caixa de ar
- Quebra-mar

### Remos
- Punho
- Cabo
- Chumaceira
- Pá
- Espinha

### Termos gerais usados durante a prática
- Ataque/Pegada: Quando o remo entra na água.
- Final/Safe: Quando o remo é retirado da água.
- Leva: Parar de remar e deixar o remo no ar permitindo ao barco continuar o seu movimento.
- Equilibrar/Patilhar: A pá do remo em contato com a água, em posição paralela.
- Pega: Aumentar a força e cadência da remada.
- Punhos a falca: Levar os punhos a falca para equilibrar o barco.
- Ciar": Remar ao contrário, fazendo o barco andar para trás.
- Remos no final: Posição inicial (normalmente com os remos na posição vertical)
- Stop 2: Parar na fase da remada em que o tronco e os braços estao totalmente colocados
- Stop 1: Parar na fase da remada em que apenas os braços estão colocados

## Provas e troféus notáveis

### Internacionais
- Copa do mundo de remo, realizada anualmente com suas 3 etapas, sendo a última sempre realizada em Lucerna na Suíça;
- Campeonato mundial de remo, realizado anualmente após as 3 etapas da Copa do Mundo;
- Henley Royal Regatta, realizada na primeira semana de julho na cidade de Henley-on-Thames no Reino Unido.
- Campeonato Sulamericano de Remo, realizado anualmente pela CSAR.

### Nacionais de Portugal
- Taça Lisboa
- Lisboa Classic Regata

### Nacionais do Brasil
- Campeonato Brasileiro de Remo, realizado anualmente pela CBR, normalmente na primeira ou segunda semana de outubro.

## Categorias
- Benjamim: até 10 anos
- Infantil: ate 12 anos
- Iniciados / Juvenil B: até 14 anos
- Juvenil: 15 a 16 anos
- Júnior B: 17 a 18 anos
- Júnior: 18 a 20 anos
- Sub-23: Atletas até 22 anos
- Sênior: Classe aberta
- Veteranos : Acima de 27 anos

A partir da categoria Sub-23 existe também a sub-categoria ligeiro (peso leve), com atletas de até 72,5 kg, sendo que a média geral de um barco coletivo não pode ultrapassar 70 kg.crianças  até  60 kg

## Provas Olímpicas
Atualmente existem 14 eventos de remo olímpico:
- Homens: Four Skiff (4X), Double Skiff (2X), Skiff (1X), Oito com timoneiro (8+), Quatro sem timoneiro (4-), dois sem timoneiro (2-);
- Homens Peso Leve: Double Skiff (2X), Quatro sem timoneiro (4-);
- Mulheres: Four Skiff (4X), Double Skiff 2X), Skiff 1X), Oito com timoneiro 8+), Quatro sem timoneiro 4-);
- Mulheres Peso Leve: Double Skiff 2X).

## Federações/Confederações
A federação internacional que organiza o esporte é a FISA, (do francês Fédération Internationale des Sociétés d’Aviron).

### Confederações nacionais de países lusófonos
- Associação de Remo de Cabo Verde

- Associação de Canoagem e Remo de Moçambique
- Associação Geral de Remo de Macau-China

- Confederação Brasileira de Remo
- Federação de Remo de Moçambique
- Federação Angolana de Canoagem e Remo
- Federação Portuguesa de Remo

### Federações estaduais do Brasil[1]
- Federação Amazonense de Remo
- Federação dos Clubes de Regata da Bahia
- Federação de Remo de Brasília
- Federação de Remo do Espírito Santo
- Federação Paraense de Remo
- Federação de Remo da Paraíba
- Federação Pernambucana de Remo
- Federação Paranaense de Remo
- Federação de Remo do Estado do Rio de Janeiro
- Federação Norte-Riograndense de Remo
- Federação de Remo do Rio Grande do Sul
- Federação de Remo do Estado de Santa Catarina
- Federação Sergipana de Remo
- Federação Paulista de Remo

### Associações distritais de Portugal
• ARN - Associação de Remo do Norte
• ARBL - Associação de Remo da Beira Litoral 
• ARSI - Associação de Remo do Sul e Ilhas